# Bomba (počítač)

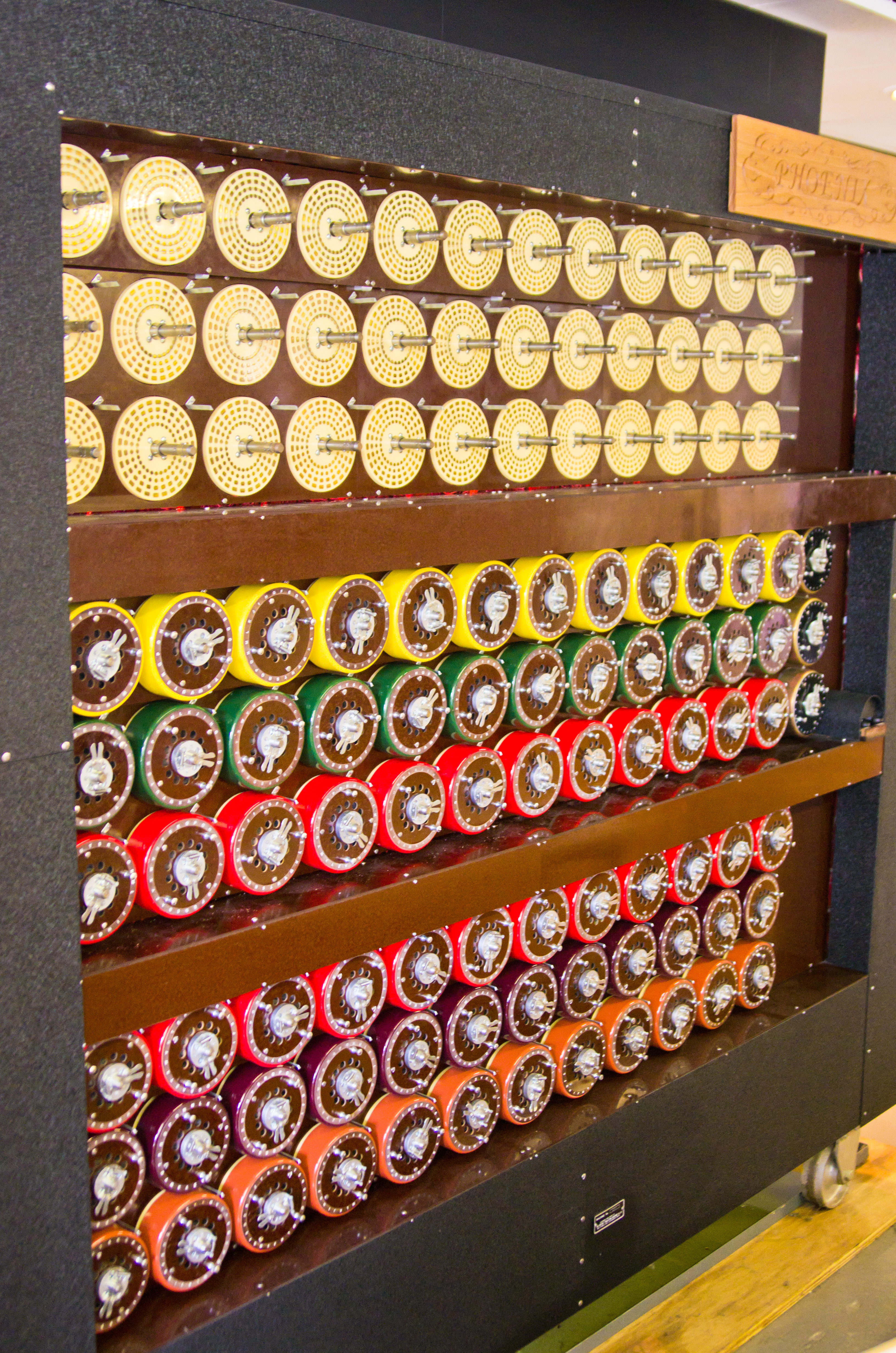
Funkční model Bomby v muzeu v Bletchley Park. Každý z rotujících válců simuluje práci jednoho rotoru Enigmy. Stroj je tedy ekvivalentní 36 Enigmám. Na pravém konci prostřední řady se nacházejí tři indikační válce. Model byl sestrojen týmem „Phoenix“ pod vedením Johna Harpera. Oficiálně byl spuštěn 17. července 2008 princem Edwardem, vévodou z Kentu, jenž je patronem Britské počítačové společnosti (British Computer Society).

Bomba (the Bombe) bylo elektromechanické zařízení, které během druhé světové války pomohlo britským kryptologům dešifrovat tajné německé zprávy, zakódované pomocí přístroje Enigma. Námořnictvo a armáda Spojených států amerických později sestavily své vlastní přístroje se stejnou funkcí, ale odlišnou konstrukcí.
Původní verze Bomby byla sestrojena v roce 1939 Alanem Turingem na Britském vládním institutu kódování a šifrování (UK Government Code and Cypher School) v Bletchley Park nedaleko města Milton Keynes. V roce 1940 na ní provedl významné úpravy Gordon Welchman. Návrh a konstrukce Bomby byla dílem Harolda Keena z firmy BTM (British Tabulating Machine Company). Bomba byla značně dokonalejším nástupcem zařízení známého jako „kryptologická bomba“ (bomba kryptologiczna), které bylo navrženo v roce 1938 v polské Šifrovací kanceláři (Biuro Szyfrów) kryptologem Marianem Rejewskim.
Bomba byla navržena, aby odhalila některá z denních nastavení přístrojů Enigma v rámci různých německých armádních sítí: především se pokoušela zjistit, jaká kombinace rotorů je zapojena a jaké je jejich umístění v přístroji, jaká je výchozí pozice jádra rotoru pro danou zprávu (klíč zprávy) a cílem bylo také odhalit zapojení na rozvodné desce.

## Enigma

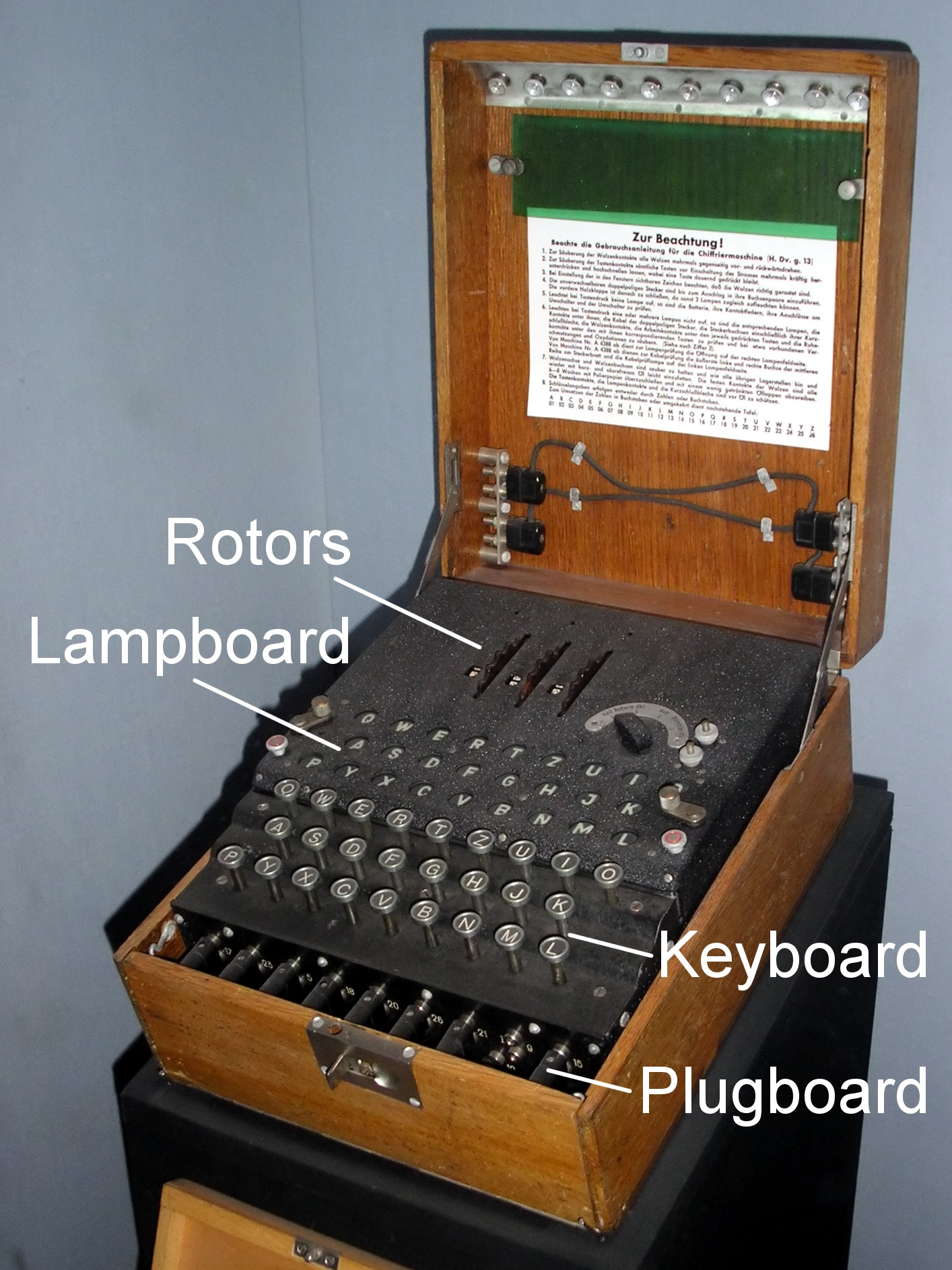
Třírotorová Enigma s klávesnicí (keyboard), panelem se žárovkami (lampboard) a rozvodnou deskou (plugboard)

Enigma bylo elektromechanické rotorové zařízení používané k šifrování a dešifrování tajných zpráv. Bylo vyvinuto v Německu ve 20. letech 20. století. Opakované změny v trase proudu jdoucího z klávesnice do panelu s žárovkami umožnily uplatnění substituční polyalfabetické šifry, která převádí běžný text do šifrovaného a zpět. Při správném použití tato metoda poskytla vysokou míru zabezpečení. Šifrovací zařízení Enigmy obsahovalo rotory s 26 elektronickými kontakty na každé straně, jejichž zapojení odklonilo proud do jiné pozice. Stiskem tlačítka na klávesnici tekl proud skrze vstupní válec na pravé straně šifrovacího zařízení a poté skrze sadu rotorů do reflektoru, který jej nasměroval zpět přes rotory a vstupní válec, aby rozsvítil jednu z žárovek na panelu.

## Konstrukce

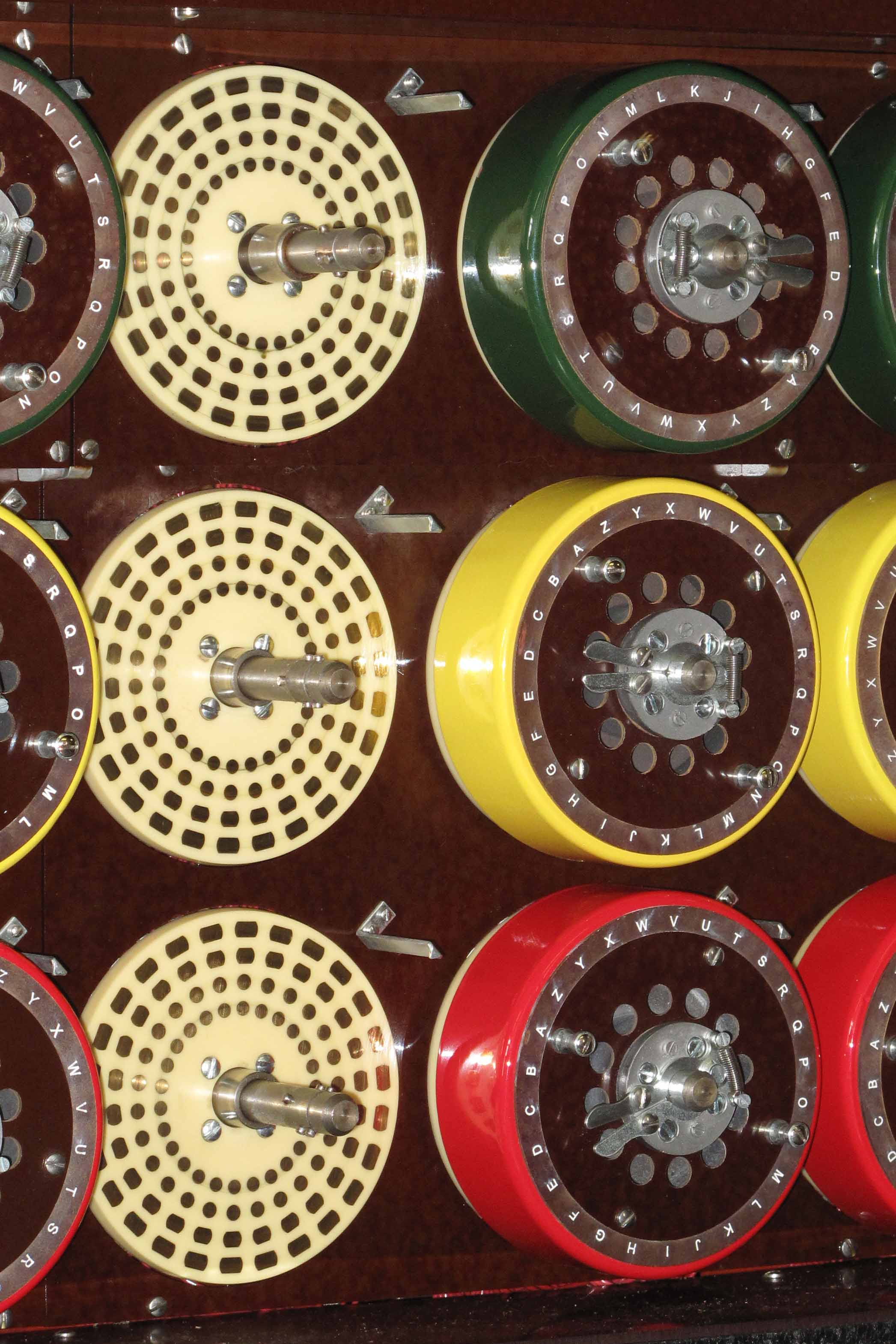
Tři válce, ekvivalentní jedné Enigmě (Bomba byla tvořena celkem 36 ekvivalenty Enigmy), a nástavce pro další válce. Každý nástavec má 104 kontaktů pro drátěné kartáčky umístěné na zadní straně válců. Horní válec odpovídá levému rotoru Enigmy, prostřední válec prostřednímu rotoru a spodní válec pravému rotoru

Bomba byl elektromechanický přístroj, který napodoboval chod několika zařízení Enigma zároveň. Ve standardní německé Enigmě pracovaly vždy tři rotory najednou a každý z nich mohl být umístěn v jedné z 26 možných pozic. Standardní britská Bomba byla složena z 36 ekvivalentů Enigmy, přičemž každý obsahoval tři válce zapojené tak, aby šifrovaly stejným způsobem jako rotory Enigmy. Bomba mohla provádět dvě nebo tři operace najednou. Každá operace vyžadovala určité nastavení, které se následně testovalo na různých kombinacích a pozicích válců. Pokud nastavení obsahovalo dvanáct či méně písmen, mohly se na jedné Bombě testovat tři různé kombinace naráz. Pokud mělo více než dvanáct písmen, testovaly se pouze dvě.

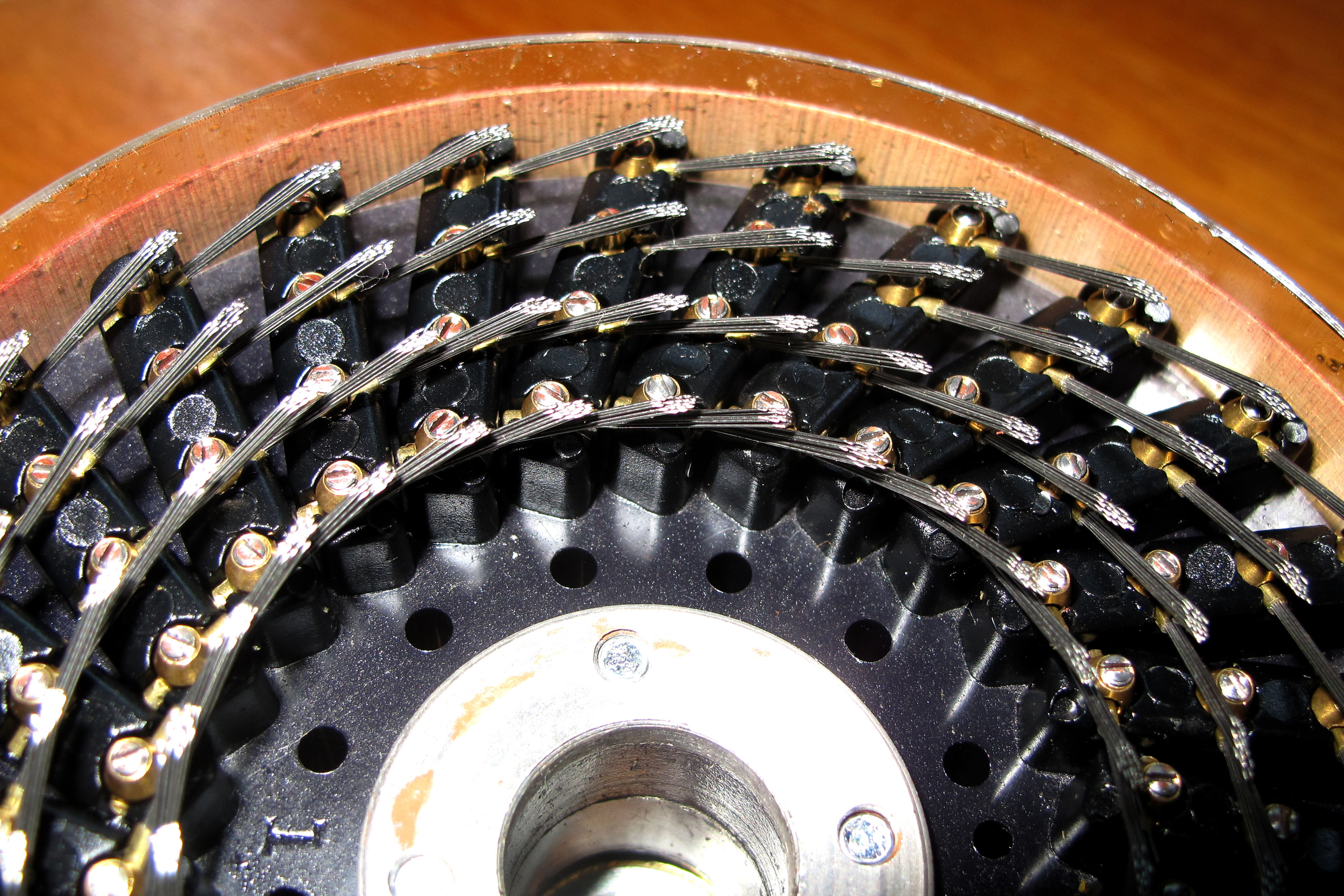
Drátěné kartáčky na zadní straně válce rekonstruované Bomby

Na rozdíl od rotorů Enigmy měly válce Bomby dvě sady vstupních a výstupních kontaktů, takže mohly být zapojeny v sérii. Každý válec byl vybaven 104 drátěnými kartáčky, které se dotýkaly nástavce, na který byly připevněny. Kartáčky a odpovídající sada kontaktů na nástavci byly uspořádány ve čtyřech soustředných kruzích po 26. Vnější dvojice kruhů (vstup a výstup) odpovídala proudu jdoucího Enigmou v jednom směru, zatímco vnitřní dvojice odpovídala proudu jdoucímu v opačném směru.
Propojení těchto dvou sad vstupních a výstupních kontaktů uvnitř válce byla identická s těmi, která se nacházela v rotoru Enigmy. Mezi vnitřními dvěma sadami kontaktů na každých třech vstupních/výstupních nástavcích bylo instalováno permanentní vedení. Odtud obvod pokračoval k rozvodné desce, která se nacházela na levém panelu a byla zapojena tak, aby napodobila práci reflektoru Enigmy. Následně proud tekl zpět skrze vnější dvojici kontaktů. Na obou koncích této „oboustranné Enigmy“ se na zadní straně přístroje nacházely zástrčky, do kterých mohly být zapojeny 26cestné kabely.

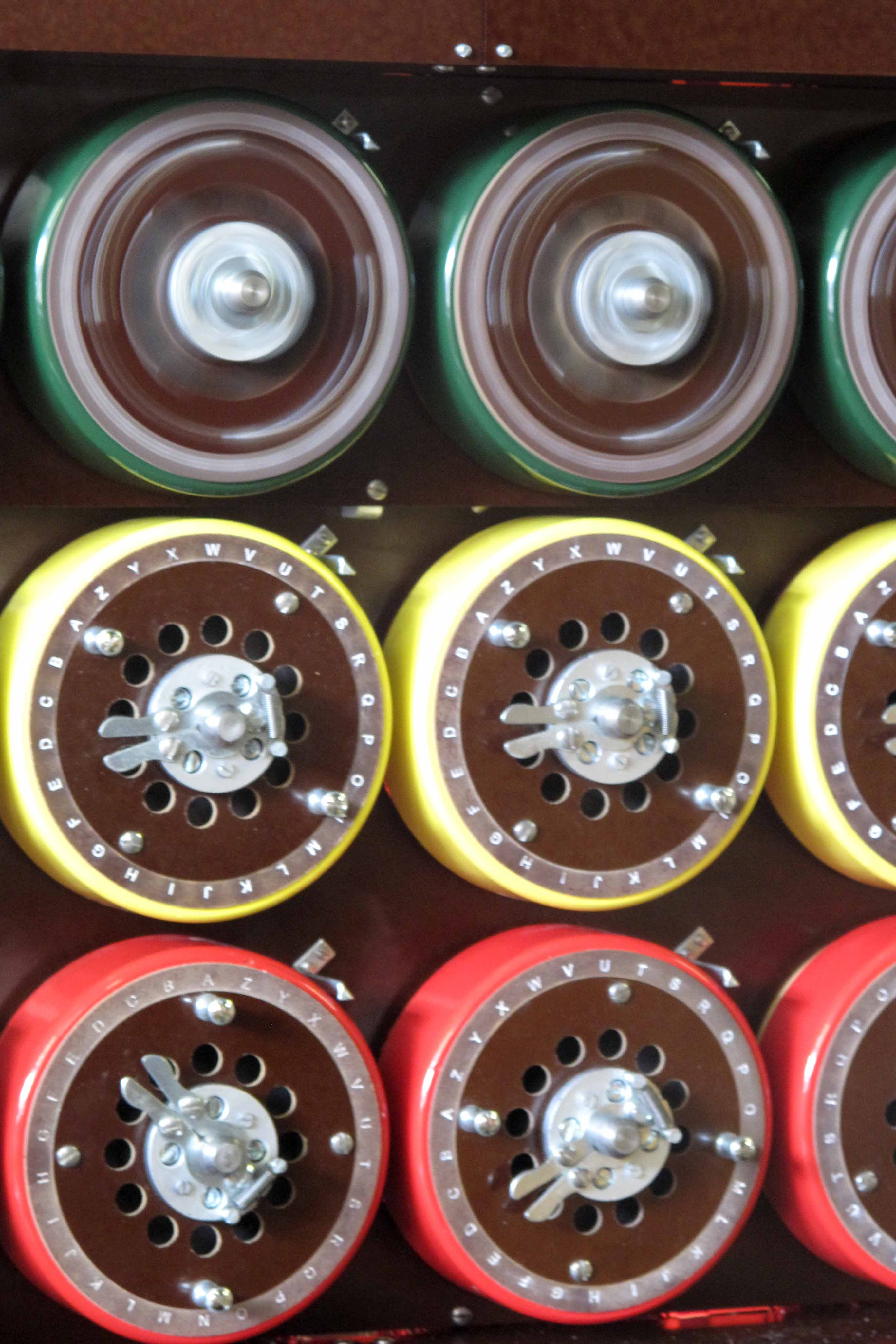
Válce na zrekonstruované Bombě při provozu. Horní válce jsou synchronizované a rotují nepřetržitě

Válce Bomby byly uspořádány tak, aby vždy horní válec ze tří odpovídal levému rotoru Enigmy, prostřední válec prostřednímu rotoru a spodní válec pravému rotoru. Horní válce byly všechny synchronně poháněny elektrickým motorem. Za každou plnou otáčku horních válců se prostřední válce otočily o jednu pozici. Taktéž spodní válce se otočily o jednu pozici po jedné plné otáčce prostředních válců, tedy celkový výsledek je 26 × 26 × 26 = 17 576 pozic, které mohlo zaujmout třírotorové šifrovací zařízení Enigmy.
Válce byly označeny barevně podle toho, který rotor Enigmy napodobovaly: I červený, II vínový, III zelený, IV žlutý, V hnědý, VI kobaltový (modrý), VII černý, VIII stříbrný.
Ve všech pozicích, ve kterých se rotory nacházely, elektrický proud buď procházel nebo neprocházel jednotlivými dráty z celkového počtu 26, což se testovalo v komparační jednotce. Ve většině případů byla výsledkem testu logická kontradikce, což vyloučilo dané nastavení. Pokud test nevedl k logické kontradikci, stroj se zastavil.
Operátor pak zjistil možné řešení podle pozic indikačních válců a indikační jednotky na pravém panelu Bomby. Následně operátor proces restartoval. Možná řešení, kterým se říkalo stops („zastávky“), se nadále testovala, aby se eliminoval co největší počet nepravých řešení (false stops). Těch bylo většinou mnoho, než bylo objeveno to správné.
Možná řešení byla dále podrobena detailní kryptoanalýze, což pomohlo eliminovat nepravá řešení, zkompletovat sadu propojení na rozvodné desce a určit pozice abecedních kroužků na rotorech. Nakonec se výsledek testoval na britském šifrovacím přístroji Typex, který byl modifikován tak, aby napodobil funkci Enigmy. Pokud byly tímto způsobem testovány správné údaje, konečným výsledkem dešifrování byl německý text.